# District de Santa María
Le district de Santa María est l'une des divisions qui composent la province de Herrera, au Panama. En 2010, le district comptait 7 421 habitants.

## Division politico-administrative
Elle se compose de cinq corregimientos :
- Santa María
- Chupampa
- El Rincón
- El Limón
- Los Canelos

## Crédit d'auteurs
- (es) Cet article est partiellement ou en totalité issu de l’article de Wikipédia en espagnol intitulé « Distrito de Santa María » (voir la liste des auteurs).